# Polyplax eropepli
Polyplax eropepli är en insektsart som först beskrevs av Ewing 1935.  Polyplax eropepli ingår i släktet Polyplax och familjen ledlöss. Inga underarter finns listade i Catalogue of Life.